# 比约恩·费尔姆
比约恩·费尔姆（瑞典語：Björn Ferm，1944年8月10日—），瑞典男子现代五项运动员。他曾参加1968年和1972年夏季奥运会，其中在1968年奥运会获得男子个人小项的金牌。